# Paul L. Gavrilyuk
Paul L. Gavrilyuk (russisch Павел Леонидович Гаврилюк, ukrainisch Павло Леонідович Гаврилюк ‚Pawlo Leonidowytsch Hawryljuk‘; * 1972 in Kiew) ist ein ukrainischer Theologe.

## Leben
Er studierte Physik am Moskauer Institut für Physik und Technologie in Russland (1988–1993). 2001 promovierte er in Patristik am Graduate Program in Religious Studies der Southern Methodist University. Er ist Inhaber des Aquinas-Lehrstuhls für Theologie und Philosophie an der Theologischen Fakultät der University of St. Thomas (Minnesota).